# Hatohobei (staat)
Hatohobei (Engels: Hatohobei of Tobi Island; Tobiaans: Hatohobei) is de zuidelijkste, kleinste en minst bevolkte van de zestien staten van Palau. De staat vormt samen met Sonsorol de Zuidwesteilanden, en bestaat uit het eiland Hatohobei (Engels: Tobi Island; Tobiaans ook: Kodgubi), Helen Reef (Tobiaans: Hotsarihie) en Pieraurou (Engels: Transit Reef), waarvan het bestaan echter onzeker is. De hoofdplaats en in feite het enige dorp van Hatohobei is Hatohobei op het gelijknamige eiland.
Hatohobei telt 44 inwoners (2005), verspreid over het hoofdeiland Hatohobei en Helen Reef, en over een totale landoppervlakte van 88 hectare. 

## Geografie

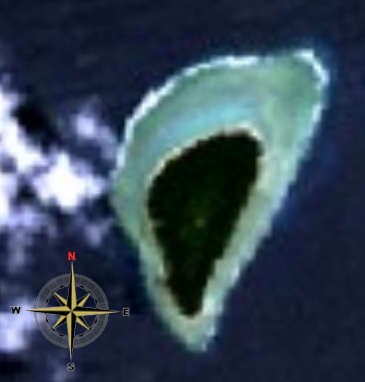
Hatohobei

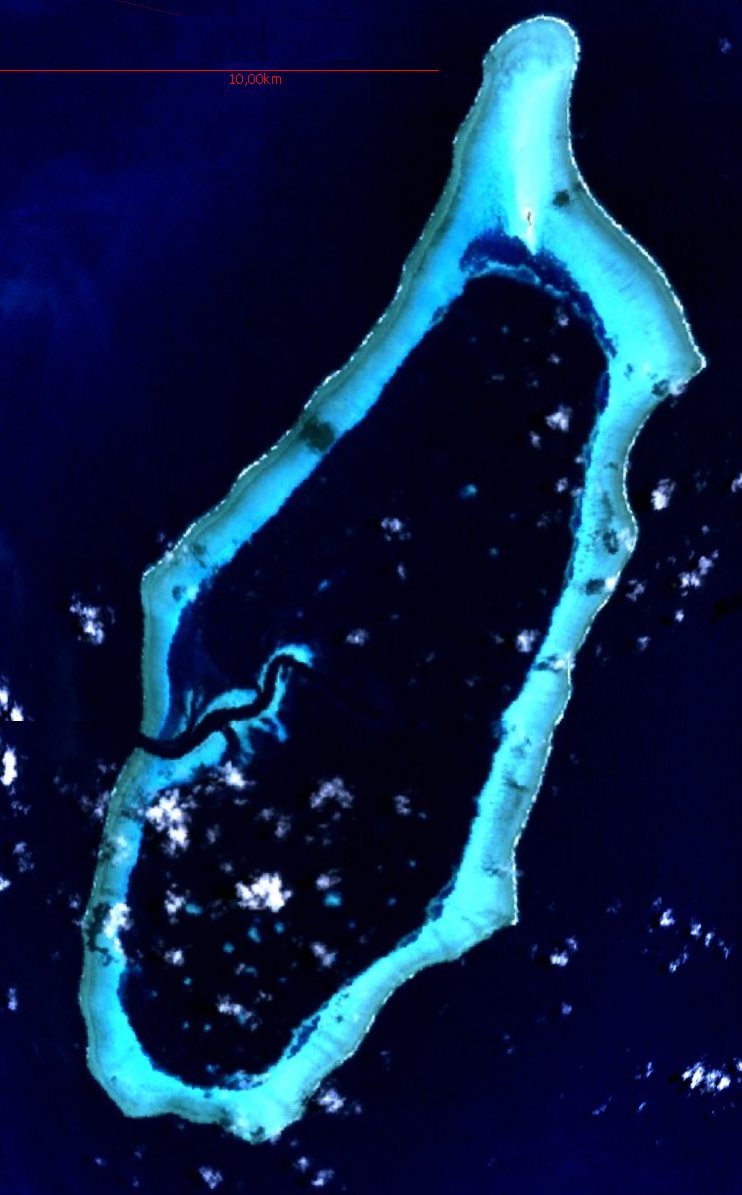
Helen Reef

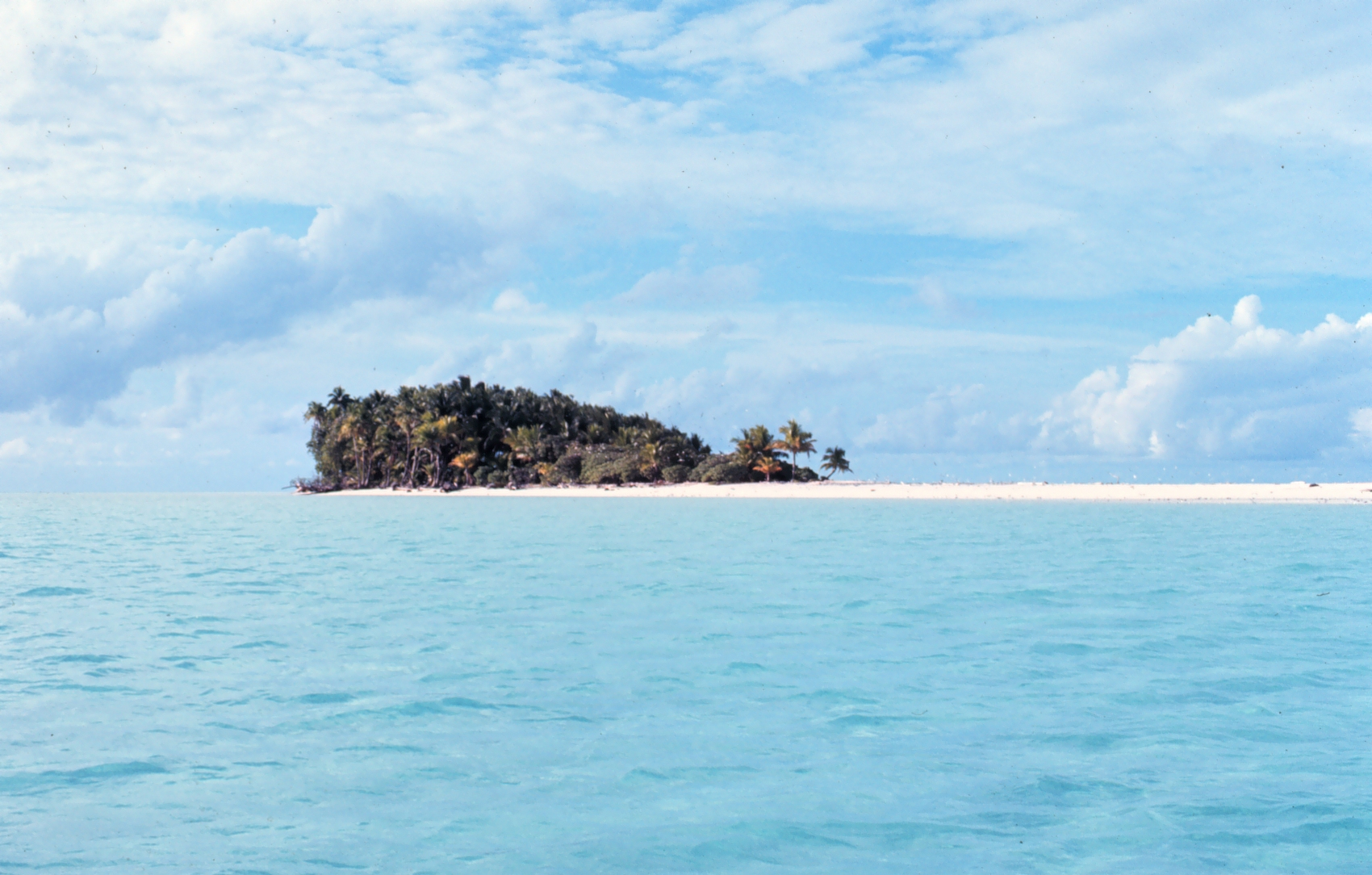
Heleneiland

- Het eiland Hatohobei is het enige permanent bewoonde eiland, en is bedekt met kokospalmen. Het grootste deel ervan ligt minder dan drie meter boven de zeespiegel; het hoogste punt op zes meter.
- Helen Reef ligt zo'n zeventig kilometer oostelijk van Hatohobei en is een atol met één opening en slechts een echt eilandje, het gelijknamige Helen, waarop permanent drie opzichters aanwezig zijn.
- Het bestaan van het Pierarou ('zanderig oriëntatiepunt') is twijfelachtig, omdat het niet op alle landkaarten voorkomt. Mogelijk gaat het om een zandbank.

| Landvorm   | Nederzetting              | Opp. (km²) | Bevolking (2000) | Coördinaten             |
| ---------- | ------------------------- | ---------- | ---------------- | ----------------------- |
| Hatohobei  | Hatohobei                 | 0,85       | 20               | 03° 0′ NB, 131° 7′ OL   |
| Helen Reef | (opzichtershuis op Helen) | 0,03       | 3                | 03° 00′ NB, 131° 11′ OL |
| Pieraurou  | (geen)                    | 0,00       | 0                | 02° 47′ NB, 132° 32′ OL |
| Totaal     | Hoofdstad: Hatohobei      | 0,88       | 23               |                         |

## Politiek
Hatohobeis staatsoverheid werd opgericht op 10 juli 1984. De huidige (2012) gouverneur van Hatohobei is Thomas M. Patris; vicegouverneur is Dominic Emilio en Haimong Sebastian R. Marino is de traditionele leider. Patris volgde in 2009 Emilio op, die sinds het jaar daarvoor waarnemend gouverneur was in opvolging van Crispin Emilio (2004-2008).

## Demografische ontwikkeling
- 1962: 80
- 1995: 51
- 2000: 23
- 2005: 44

## Vervoer
De M/V Atoll Way, een schip in het bezit van de staatsoverheid, verzekert het vervoer tussen Hatohobei en 's lands grootste stad Koror.